# Bernard Vorhaus
Bernard Abraham Vorhaus (* 25. Dezember 1904 in New York City; † 23. November 2000 in London) war ein US-amerikanisch-britischer Filmregisseur, Filmproduzent und Drehbuchautor.

## Leben
Bernard Vorhaus wurde geboren als Sohn des aus Krakau stammenden Anwalts Louis Jacob (Leib Leopold) Vorhaus (1868–1957) und dessen Frau Johanna, geborene Cohn (1869–1942). Seine Schwester Amelia „Amy“ Rose Vorhaus, verheiratete Oppenheimer (1893–1952), schrieb Drehbücher für ein paar Kurzfilme, wodurch Bernard Vorhaus' Interesse am Filmgeschäft entstand.
Er absolvierte zunächst ein Studium an der Harvard University und begann dank seiner Beziehungen zu Harry Cohn danach ebenfalls mit dem Drehbuchschreiben, erstmals für Frank R. Strayers Steppin' Out (1925). 1928 produzierte er zusammen mit Jessie Burns den ersten Kurzfilm mit dem Titel Sunlight. Es folgten in Europa einige Drehbucharbeiten sowie Produktionsbeteiligungen, bevor er sich in London niederließ. 1933 führte er bei The Ghost Camera erstmals Regie. Im gleichen Jahr produzierte er On Thin Ice und Money for Speed, wofür er die Geschichten schrieb und Regie führte. In England wurde er politisch inspiriert und zeigte sich beeindruckt von John Stracheys Buch The Coming Struggle for Power und von Rajani Palme Dutts Auseinandersetzung mit dem Faschismus in Fascism and Social Revolution. 1932 heiratete er die walisische Filmemacherin und Aktivistin Esther „Hetty“ Davis Olwen (1909–1997). Aus der Ehe ging die Juristin und Autorin Gwyneth Vorhaus und der White-Noise-Mitgründer und Filmmusikkomponist David Vorhaus hervor.
Bernard Vorhaus wurde in London Mitglied des 1936 gegründeten Left Book Club, unterstützte die Frente Popular im Spanischen Bürgerkrieg und engagierte sich in Gruppierungen, die sich politisch gegen Adolf Hitler und Benito Mussolini richteten. Ab Mitte der 1930er Jahre führte er vorwiegend in Hollywood bei sogenannten B-Movies Regie und hatte dort mit politisch-linksgerichteten und kommunistischen Künstlern Kontakt. Im Dienstgrad eines Majors war er während des Zweiten Weltkriegs für die Filmeinheit der US Army Air Forces tätig. Der 1944 entstandene Film Resisting Enemy Interrogation wurde 1945 mit dem Oscar in der Kategorie „Bester Dokumentarfilm“ prämiert. Da sich Vorhaus später weigerte, im Rahmen der Ermittlungen des Komitees für unamerikanische Umtriebe (House Un-American Activities Committee – HUAC) gegen Freunde in der Branche auszusagen, die verdächtigt wurden, der American Communist Party anzugehören, wurde er 1951 auf die Schwarze Liste der HUAC gesetzt.
Bereits 1950 drehte Vorhaus in Deutschland zusammen mit Edgar G. Ulmer So jung und so verdorben. Pardon My French war im Jahr 1951 sein letzter in den Vereinigten Staaten produzierter Film – er wurde in Frankreich gedreht. Die HUAC-Entscheidung veranlasste ihn dann zum Entschluss, wieder nach London zu ziehen, da er zu dieser Zeit in den USA, Frankreich und Italien zur unerwünschten Person erklärt worden war. 1953 führte er letztmals in Italien unter dem Pseudonym Piero Mussetta noch bei Mädchen ohne Moral Regie. Nachdem er in England Architekturkurse besucht hatte, gründete er ein Immobiliensanierungsunternehmen. Während des Vietnamkriegs nahm er die britische Staatsangehörigkeit an. Er war aktives Mitglied der Labour Party.
1992 wurde über Bernard Vorhaus in der TV-Dokureihe The Late Show berichtet und ein weiteres Mal 1997 in der Dokureihe Hollywood Commandos. Er verstarb im November 2000 im Alter von 95 Jahren.

## Filmografie (Auswahl)
- 1933: The Ghost Camera (Regie)
- 1933: On Thin Ice (Regie, Drehbuch und Produktion)
- 1933: Money for Speed (Regie, Drehbuch und Produktion)
- 1933: Crime on the Hill (Regie und Drehbuch)
- 1934: Blind Justice (Regie)
- 1934: The Night Club Queen (Regie)
- 1934: The Broken Melody (Regie)
- 1935: Ten Minute Alibi (Regie)
- 1935: Dark World (Regie)
- 1935: Street Song (Regie und Drehbuch)
- 1936: The Last Journey (Regie)
- 1936: Dusty Ermine (Regie)
- 1937: Cotton Queen (Regie)
- 1938: King of the Newsboys (Regie und Produktion)
- 1938: Tenth Avenue Kid (Regie)
- 1939: Fisherman’s Wharf (Regie)
- 1939: Way Down South (Regie)
- 1939: Meet Dr. Christian (Regie)
- 1940: The Courageous Dr. Christian (Regie)
- 1940: Three Faces West (Regie)
- 1941: Lady from Louisiana (Regie und Produktionsbeteiligung)
- 1941: Angels with Broken Wings (Regie)
- 1941: Hurricane Smith (Regie)
- 1941: Mr. District Attorney in the Carter Case (Regie)
- 1942: The Affairs of Jimmy Valentine (Regie)
- 1942: Ice-Capades Revue (Regie)
- 1943: Learn and Live (Regie)
- 1943: Recognition of the Japanese Zero Fighter (Regie)
- 1944: Resisting Enemy Interrogation (Regie)
- 1947: Winter Wonderland (Regie)
- 1947: Bury Me Dead (Regie)
- 1948: The Amazing Mr. X (Regie)
- 1950: So jung und so verdorben (O: So Young So Bad)
- 1951: Pardon My French (Regie)
- 1953: Mädchen ohne Moral (O: Fanciulle di lusso)